# Cuclotogaster heterographus
Cuclotogaster heterographus är en insektsart som först beskrevs av Nitzsch in Giebel 1866.  Cuclotogaster heterographus ingår i släktet Cuclotogaster och familjen fjäderlöss. Inga underarter finns listade i Catalogue of Life.